# Ricardo Ramón Jarne
Ricardo Ramón Jarne (España) es un historiador, crítico y curador de arte español. 
Le fue entregada la Medalla Delimira Agustini por su trayectoria. Además dirige los Centros Cutlurales en España en varios países sudamericanos y del Caribe.
Estudió en su país natal en la Universidad de Zaragoza doctorándose en Historia del arte, e integra la asociación internacional de críticos del arte.
Creó y dirigió los festivales de cine de Santo Domingo en República Dominicana, el de Música Contemporánea de Lima, Perú y el Cervantino de Montevideo, Uruguay.
Trabajó en diversas instituciones: Ministerio de Cultura de España, Junta de Andalucía, Ayuntamiento de Venecia, CONACULTA de México, Ayuntamiento de Zaragoza y Gobierno de Aragón, entre otras.
En 2019 Jarne fue galardonado con el Premio Legión del Libro otorgado por la Cámara Uruguaya del Libro.